# Xianshou
Xianshou is een geslacht van uitgestorven zoogdieren uit de orde Euharamiyida. Dit geslacht leefde tijdens het Laat-Jura (ongeveer 160 miljoen jaar geleden) in wat nu de Volksrepubliek China is. Er zijn twee soorten bekend, X. linglong en X. songae. 
Fossielen van Xianshou zijn gevonden in de Tiaojishan-formatie. X. linglong (circa 80 gram zwaar) en X. songae (circa 40 gram zwaar) leken uiterlijk sterk op een eekhoorn.